# Édouard Blau
Pour les articles homonymes, voir Blau.
Édouard Blau, né à Blois le 30 mai 1836 et mort à Paris 9e le 7 janvier 1906, est un librettiste et dramaturge français.

## Biographie
Blau, qui affirma un talent de romancier avec des livres intéressants, est surtout connu pour les livrets du Cid et de Werther de Jules Massenet ou Le Roi d'Ys d’Édouard Lalo.
Volontiers un tantinet paresseux, son zèle se ranimait, dès qu’un concours de livrets était ouvert, comme par enchantement ; c’est ainsi qu’il remporta, avec la Coupe du Roi de Thulé, le prix proposé, en 1867, par l’administration des beaux-arts, et qu’il obtint, dans la suite, le prix Cressent avec Bathyle. Blau, disait un de ses amis, ressemble à ces chevaux de courses qui ne veulent pas marcher quand ils sont seuls, mais qui arrivent bons premiers quand ils sont émoustillés. Il était pourtant mis rudement à l’épreuve par ces concours, ayant dû entendre plus de deux cents chansons à boire des compositeurs rivaux du prix Cressent. — Jamais, déclarait-il dans la suite, jamais on ne me repincera à mettre un air à boire dans mes livrets, dussent mes héros mourir de la pépie.
Il est inhumé au cimetière de Blois.

## Principales œuvres
Livrets et œuvres mises en musique
- Rédemption : poème symphonique, musique de César Franck, Paris, 1871 (lire en ligne).
- Don Rodrigue, opéra, musique de Georges Bizet, 1873.
- La Coupe du roi de Thulé, avec Louis Gallet, opéra, musique d’Eugène Diaz, 1873.
- Le Paradis perdu, drame-oratorio en quatre parties d'après le poème de John Milton, musique de Théodore Dubois, 1878.
- La Marocaine, opéra-bouffe, musique de Jacques Offenbach, 1879.
- Le Cid, avec Louis Gallet et Adolphe d'Ennery, musique de Jules Massenet, opéra, 1885.
- Le Roi d'Ys, opéra, musique d’Édouard Lalo, 1888.
- Zaïre, opéra en 2 actes, avec Louis Besson, d'après Voltaire, musique de Paul Véronge de La Nux, 1890[5].
- Dante, opéra de Benjamin Godard, d'après Dante Alighieri, 1890 à Paris.
- Roncevaux, drame symphonique en trois parties, musique de Martial Caillebotte, 1891.
- Werther, avec Paul Milliet et Georges Hartmann, opéra, musique de Jules Massenet, 1892.